# Gramary
Gramary – fińska grupa muzyczna wykonująca black metal założona w 1997 roku w Helsinkach.

## Członkowie zespołu
- Deil - śpiew, gitara
- Khemenal - perkusja
- Vraust - gitara
- Mortifer - gitara basowa, gitara akustyczna

## Byli członkowie
- Thomas - śpiew, gitara
- Glen - gitara (Memoriam)
- X-ter - instrumenty klawiszowe (Shape of Despair)
- Tuoni - gitara basowa
- Herr Samael - instrumenty klawiszowe
- Lauri Planman - gitara, śpiew
- Joel Mansnerus - gitara basowa
- Lauri Haapanen - instrumenty klawiszowe
- Janne Vihonen - teksty
- Saija Hautaniemi - śpiew kobiecy
- Tuomas Planman - gitara, śpiew (Norther)
- Jukka Planman - perkusja

## Dyskografia[1]

### Dema
- 1998 - Dark Benedicite
- 2000 - Shadedance
- 2004 - Cold Hands of Death
- 2005 - As Blood Deepens the Silence

### Albumy studyjne
- 2006 - Suffocation